# Valentkov hrebeň

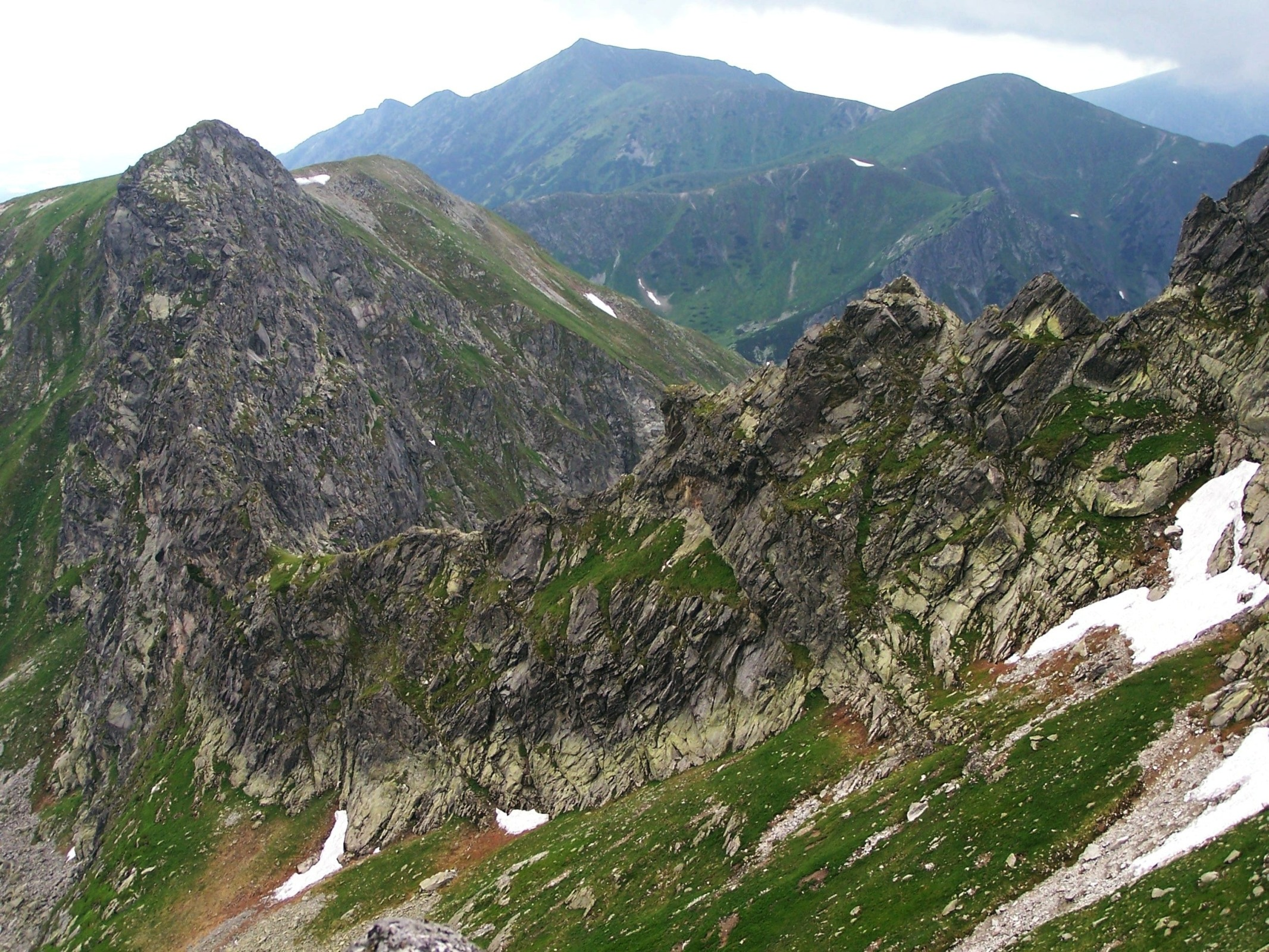
Valentkov hrebeň od Svinice

Valentkov hrebeň (polsky Walentkowa Grań, maďarsky Bálint-gerinc, německy Valentinsgrat) je část hlavního hřebene Vysokých Tater mezi Valentkovou a Svinicí. Hřebenem prochází slovensko-polská státní hranice.

## Průběh hřebene
- Svinica (Świnica)
- Svinický pilier (Filar Świnicy)
- Nižná svinicová štrbina (Niżnia Świnicka Szczerbina)
- Blatonov žľab (Żleb Blatona)
- Vrátka (Wrótka )
- Valentkovo sedlo (Walentkowa Przełęcz)
- Malý Valentkov zub (Mała Walentkowa Czuba)
- Nižné Valentkove vrátka (Niżnie Walentkowe Wrótka)
- Prostredný Valentkov zub (Pośrednia Walentkowa Czuba)
- Prostredné Valentkove vrátka (Pośrednie Walentkowe Wrótka)
- Vyšný Valentkov zub (Wyżnia Walentkowa Czuba )
- Vyšné Valentkove vrátka (Wyżnie Walentkowe Wrótka)
- Veľký Valentkov zub (Wielka Walentkowa Czuba)
- Nižná Valentkova bašta (Niżnia Walentkowa Baszta)
- Vyšná Valentkova štrbina (Wyżnia Walentkowa Szczerbina)
- Valentková (Walentkowy Wierch)

## Přístup
Kromě Svinice, kam vedou turistické značky, je celý hřeben přístupný pouze v doprovodu horského vůdce.